# Lawrence Stager
Larry Elwood Stager (il adopta le prénom "Lawrence" pendant ses études à Harvard), né le 5 janvier 1943 à Kenton en Ohio et mort le 29 décembre 2017 à Concord au Massachusetts, est un archéologue, historien et professeur américain. Il est professeur d'archéologie, spécialiste d'histoire du Proche-orient ancien et directeur du Musée sémitique de l'Université Harvard jusqu'à sa retraite en 2012.

## Travaux
Il a effectué des fouilles archéologiques à Chypre, en Tunisie au tophet et au port marchand de Carthage dans le cadre de la campagne internationale de l'Unesco destinée à sauver la cité antique (1972-1992) de 1975 à 1980. Il a également effectué des fouilles à Ascalon.